# Изложба „Простор” (1982)
Изложба „Простор” се одржала у периоду од 10. до 30. јула у галерији Удружења ликовних уметника Србије, у улици Масарикова 4, и од 7. до 30. септембра 1982. године у слободном простору Сава центра у Новом Београду.

## Жири
Експонате за изложбу је одабрао жири у саставу:
- Ана Бешлић, председник жирија
- Коста Богдановић
- Никола Вукосављевић
- Светислав Здравковић
- Татјана Јакшић
- Никола Кусовац
- Душан Русалић

## Излагачи
1. Ана Виђен
2. Љубица Злоковић Вујисић
3. Момчило Јанковић
4. Владимир Комад
5. Душан Марковић
6. Звонко Новаковић
7. Славољуб Радојчић
8. Мира Сандић
9. Драган Славић
10. Дара Фанка